# Aznakàievo
Aznakàievo - Азнакаево (rus) - és una ciutat de la República del Tatarstan, a Rússia.

## Història
Aznakàievo fou fundada el 1762 i aconseguí l'estatus de poble el 1859. Després de descobrir-hi petroli el 1951, esdevingué una ciutat obrera, i rebé l'estatus de ciutat el 1987.